# Stazione di Annicco
Stazione di Annicco 1956-ban bezárt vasútállomás Olaszországban, Lombardia régióban, Annicco településen.

## Vasútvonalak
Az állomást az alábbi vasútvonalak érintették:
- Cremona-Iseo-vasútvonal

## Kapcsolódó állomások
A vasútállomáshoz az alábbi állomások vannak a legközelebb:
- Stazione di Soresina (SNFT) (Cremona-Iseo-vasútvonal, észak)
- Farfengo railway station (Cremona-Iseo-vasútvonal, dél)